# Будки (Кременецький район)
Бу́дки — село в Україні, у Почаївській міській громаді Кременецького району Тернопільської області. Розташоване на заході району. До 2020 центр сільської ради, якій були підпорядковані села Валигури та Комарівка, хутір Галяси.
Населення — 1091 особа (2003).

## Історія
Перша писемна згадка — перша половина 16 століття.
На 1936 рік село входило до ґміни Почаїв Кременецького повіту. 
12 червня 2020 року, відповідно до розпорядження Кабінету Міністрів України № 724-р «Про визначення адміністративних центрів та затвердження територій територіальних громад Тернопільської області», увійшло до складу Почаївської міської громади.
19 липня 2020 року, в результаті адміністративно-територіальної реформи та ліквідації Кременецького (1940-2020) району, село увійшло до складу новоутвореного Кременецького району.

## Населення
За даними перепису населення 2001 року мовний склад населення села був таким:
| Мова       | Число ос. | Відсоток |
| ---------- | --------- | -------- |
| українська |           | 99,71    |
| російська  |           | 0,19     |
| білоруська |           | 0,1      |

## Пам'ятки

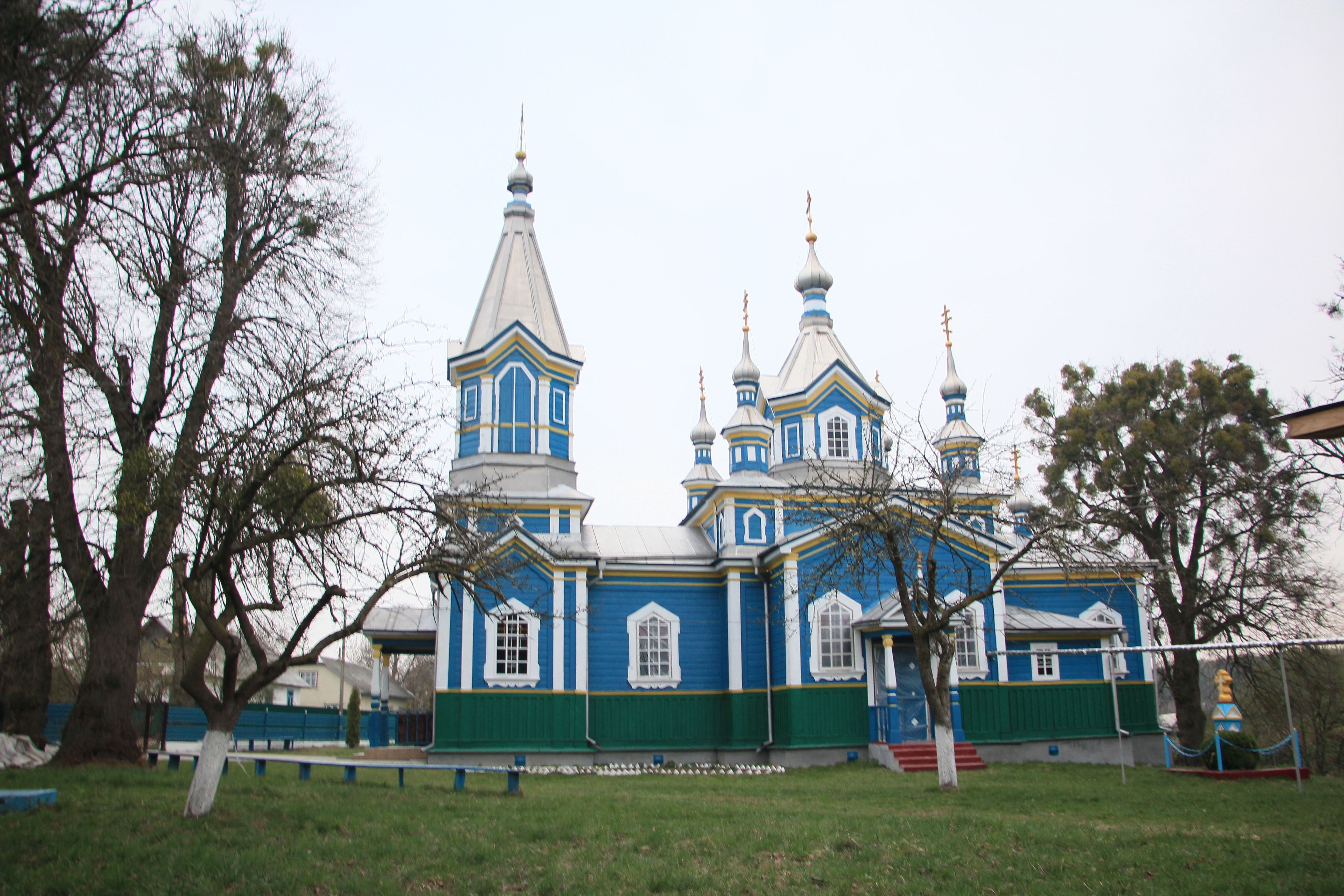
Дерев'яна церква

У селі є церква Симеона Стовпника (1907), каплиця на честь Пантелеймона Цілителя (1920).
Споруджено пам'ятник полеглим у німецько-радянській війні воїнам-односельцям (1985; архітектор С. Соколов).

## Соціальна сфера
Діють загальноосвітня школа І-ІІ ступенів, клуб, бібліотека, ФАП, відділення зв'язку, магазин.

## Відомі люди
У Будках народився вчений-лісівник, професор Генсірук Степан Антонович.

## Галерея

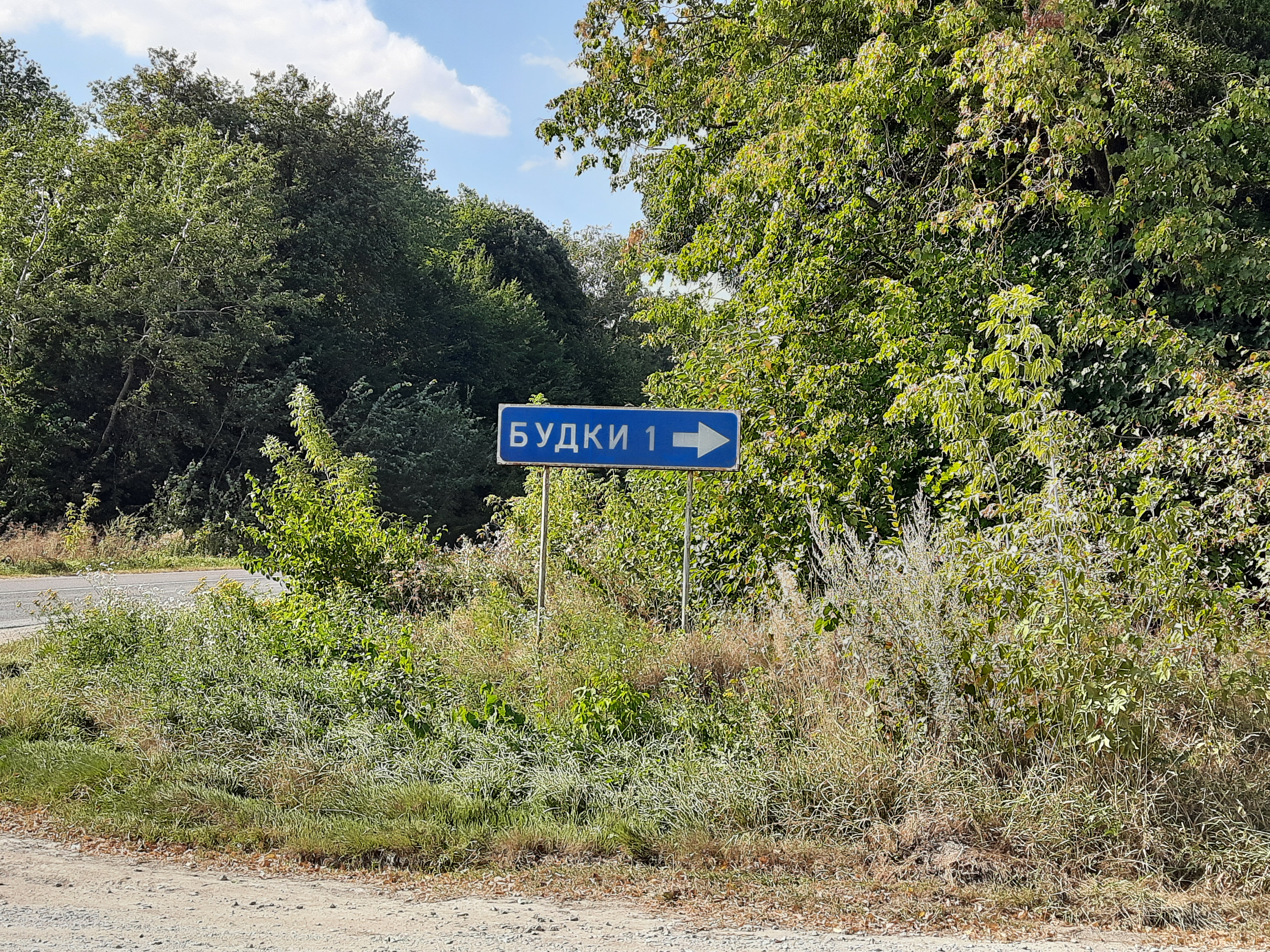
Дорожній знак при повороті на село
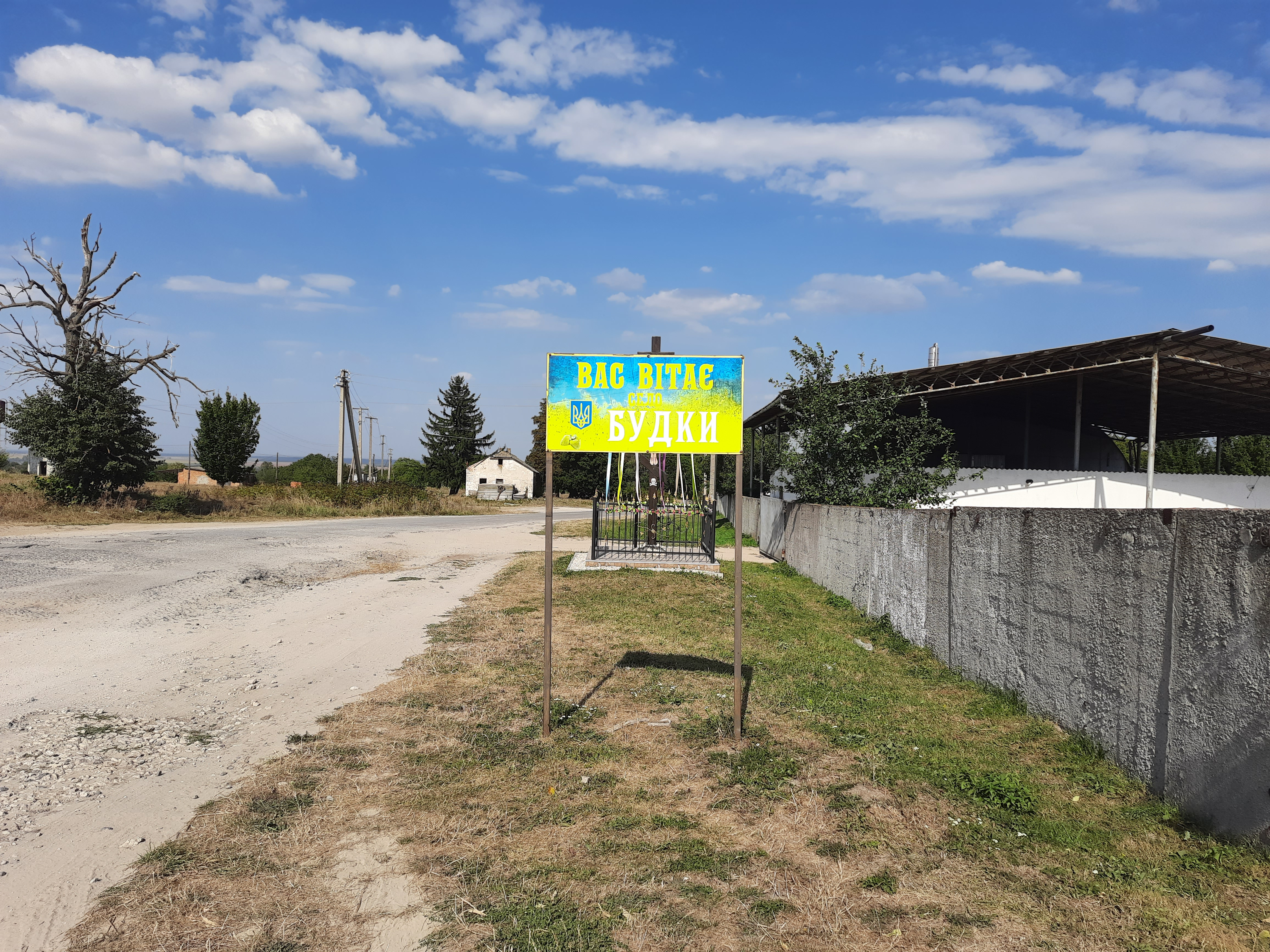
В'їзд у село
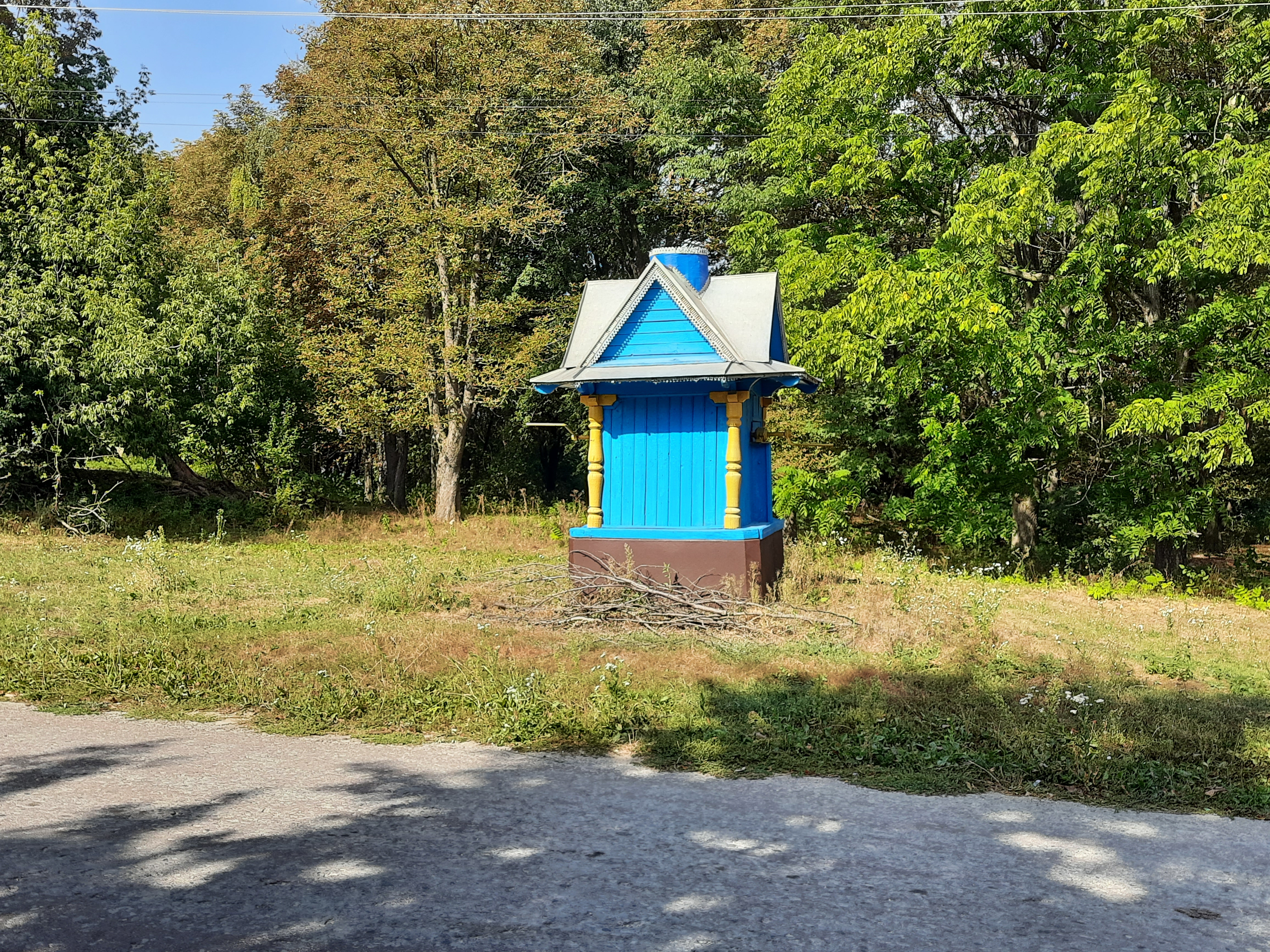
Сільська криниця